# Aphelandra prismatica
Aphelandra prismatica är en akantusväxtart som först beskrevs av Vell., och fick sitt nu gällande namn av William Philip Hiern. Aphelandra prismatica ingår i släktet Aphelandra och familjen akantusväxter. Inga underarter finns listade i Catalogue of Life.